# Yitzhak Yedid
Yitzhak Yedid, in ebraico יצחק ידיד (Gerusalemme, 29 settembre 1971), è un compositore israeliano.

## Biografia
Nacque in una famiglia siriana-irachena e studiò nella Jerusalem Academy of Music and Dance, nel New England Conservatory e nell'Università Monash di Melbourne, Australia, paese dove vive da circa anni.

## Discografia
- 2012 : Visions, Fantasies and Dances, Music for String Quartet
- 2008 : Oud Bass Piano Trio, Between the lines
- 2006 : Reflections upon six Images, Between the lines
- 2005 : Passions & Prayers, Between the lines
- 2003 : Myth of the cave, Between the lines
- 2002 : Inner outcry – Yedid trio, Musa records
- 2002 : Ras Deshen – con Abate Berihun, Ab
- 2000 : Full moon Fantasy – solo piano, Musa Records
- 1998 : Trio avec Masashy Harada & Bahab Rainy
- 1997 : Duo Paul Bley & Yitzhak Yedid